# مقاطعة بيندلتون (كنتاكي)
مقاطعة بيندلتون (بالإنجليزية: Pendleton County)‏ هي إحدى المقاطعات في ولاية كنتاكي في الولايات المتحدة الأمريكية.